# Ficus arpazusa
Ficus arpazusa är en mullbärsväxtart som beskrevs av Giovanni Casaretto. Ficus arpazusa ingår i släktet fikonsläktet, och familjen mullbärsväxter. Inga underarter finns listade i Catalogue of Life.